# Menesia calliope
Menesia calliope là một loài bọ cánh cứng trong họ Cerambycidae.